# Lloydia
Lloydia es un género de plantas herbáceas perteneciente a la familia de las liliáceas. Comprende alrededor de una docena de especies, la mayoría de los cuales viven en Centroamérica y Asia oriental. Una especie, Lloydia serotina es una planta alpina. El género es nombrado en honor de Edward Lhuyd, botánico galés que descubrió la planta que crece en Snowdon, en el norte de Gales.
Son largas hierbas, duras, con las hojas y flores de tamaño mediano que son típicamente de color blanco, aunque pueden ser de color amarillo en algunas especies. Varias especies se cultivan como planta ornamental.
En algunas clasificaciones antiguas, el género Lloydia estaba incluido en el género Gagea. 

## Especies deLloydia
| - Lloydia delavayi - Lloydia delicatula - Lloydia flavonutans - Lloydia ixiolirioides - Lloydia longiscapa | - Lloydia oxycarpa - Lloydia rubroviridis - Lloydia serotina - Lloydia tibetica - Lloydia triflora - Lloydia yunnanensis |